# Bythiospeum pellucidum
Bythiospeum pellucidum е вид коремоного от семейство Hydrobiidae. Видът е критично застрашен от изчезване.

## Разпространение и местообитание
Разпространен е в Германия.
Обитава сладководни басейни и реки.